# Людина і політика
«Людина і політика» — соціально-гуманітарний науковий журнал.
Журнал видається з березня 1999 р. Серед основних завдань журналу є: висвітлення актуальних теоретичних і практичних проблем сучасного політичного, економічного життя України та світу; публікація результатів наукових досліджень з теорії та історії в галузі правових, політичних, історичних, економічних, філософських та інших суспільних наук.

Журнал визнано ВАК України фаховим виданням з політичних і філософських наук (1999 р.).

## Основні рубрики видання
- «Аналіз і прогноз»;
- «Етнополітика»;
- «Політичні інститути та процеси»;
- «Україна і світ», «Світові обрії»;
- «Політичні технології»;
- «Минуле і сучасність»;
- «Геополітика»;
- «Релігія і культура»;
- «Конфліктологія»;
- «Грані проблеми»;
- «Постаті»;
- «Критика та бібліографія».

## Засновники
- Національний педагогічний університет ім. М. П. Драгоманова,
- Інститут політичних і етнонаціональних досліджень ім. І. Ф. Кураса НАН України, Інститут філософії імені Григорія Сковороди НАН України,
- Український центр політичного менеджменту,
- Інформаційно-видавниче підприємство «Поліс-К».

## Видавець
- Інститут політичних і етнонаціональних досліджень імені І. Ф. Кураса НАН України

## Редакційна колегія
Андрусишин Б. І., Бабкіна О. В., Бебик В. М., Борисенко В. Й., Гарань О. В., Горбатенко В. П., Дашкевич Я. Р., Дробот І. І., Кармазіна М. С., Кремень В. Г., Кудряченко А. І., Лой А. М., Майборода О. М., Михальченко М. І., Наулко В. І., Павленко Р. М., Попович М. В., Рибачук М. Ф., Рудич Ф. М., Савельєв В. Л., Шайгородський Ю. Ж., Шаповал Ю. І., Шкляр Л. Є.